# Le Transloy
Le Transloy es una comuna francesa situada en el departamento de Paso de Calais, en la región de Alta Francia.

## Demografía
| 473 | 447 | 405 | 399 | 390 | 371 | 425 |
| Para los censos de 1962 a 1999 la población legal corresponde a la población sin duplicidades (Fuente: INSEE [Consultar]) |     |     |     |     |     |     |